# Actors Studio
El Actors Studio es una legendaria asociación estadounidense para actores, directores y escritores profesionales con sede en el Old Labor Stage 432 West 44th Street de Nueva York y en el 8341 DeLongpre Avenue de Los Ángeles, California.
El Actors Studio es actualmente presidido por Al Pacino y Ellen Burstyn.

## Origen
Fundado en 1947 por Elia Kazan, Cheryl Crawford y Robert Lewis, el Studio es conocido por su trabajo refinado basado en el Método, un enfoque inicialmente desarrollado por el Group Theatre en los años 1930 a partir de las innovaciones de Konstantín Stanislavski. La "memoria emotiva", basado en el "Sistema Stanislavski", consiste básicamente en hacer que el actor experimente durante la ejecución del papel emociones semejantes a las que experimenta el personaje interpretado; para ello se recurre a ejercicios que estimulan la imaginación, la capacidad de improvisación, la relajación muscular, la respuesta inmediata a una situación imprevista, la reproducción de emociones experimentadas en el pasado, la claridad en la emisión verbal y sobre todo la memoria de los cinco sentidos del ser humano.
El Studio logró reconocimiento mundial bajo la dirección de Lee Strasberg, quien tomó el mando en 1951.
Durante su ejercitación en el Studio, los actores trabajan juntos para desarrollar sus habilidades en un entorno experimental, donde pueden asumir riesgos como intérpretes sin las presiones de los papeles comerciales.

## Proceso de aceptación
El Actor Studio no es una escuela de actuación, la selección de sus miembros es bajo un proceso riguroso por invitación y audición.  Muchos de los miembros han hecho las audiciones en diversas ocasiones hasta lograr entrar. Una vez que se logra el título de miembro vitalicio, el trabajo en el estudio es gratis y voluntario. Existen secciones de trabajo para actores, escritores y directores, en el estudio se trabaja en escenas que son difíciles de montar en el teatro comercial común y se desarrollan proyectos de cine y teatro en sesiones comunitarias donde los miembros moderan y critican los trabajos.

## Postgrado
Desde septiembre de 1994 hasta mayo del 2005, Actors Studio colaboró con La Nueva Escuela en la educación de estudiantes de teatro de nivel profesional en el Actors Studio Drama School (ASDS). Después de perder el contacto con La Nueva Escuela, Actors Studio estableció la Escuela de teatro Actors Studio en la Universidad de Pace en el año 2006